# Dahlen (Dakota del Norte)
Dahlen es un lugar designado por el censo ubicado en el condado de Nelson en el estado estadounidense de Dakota del Norte. En el censo de 2010 tenía una población de 18 habitantes y una densidad poblacional de 49,64 personas por km².

## Geografía
Dahlen se encuentra ubicado en las coordenadas 48°9′32″N 97°55′57″O / 48.15889, -97.93250. Según la Oficina del Censo de los Estados Unidos, Dahlen tiene una superficie total de 0.36 km², de la cual 0.36 km² corresponden a tierra firme y (0%) 0 km² es agua.

## Demografía
Según el censo de 2010, había 18 personas residiendo en Dahlen. La densidad de población era de 49,64 hab./km². De los 18 habitantes, Dahlen estaba compuesto por el 100% blancos, el 0% eran afroamericanos, el 0% eran amerindios, el 0% eran asiáticos, el 0% eran isleños del Pacífico, el 0% eran de otras razas y el 0% pertenecían a dos o más razas. Del total de la población el 5.56% eran hispanos o latinos de cualquier raza.